# Club Air
Club Air fue una compañía aérea italiana con sede operativa en Verona.
Tras un acúmulo de problemas financieros, el 28 de mayo de 2008 la Enac retiró la licencia operativa temporal de la sociedad.
A 10 de junio de 2009 el tribunal no ha declarado definitivamente el cese de la compañía.
Durante los años de ejercicio los detalles de la compañía eran:

## Flota
- 1 Avro RJ70 de 82 plazas
- 1 Avro RJ85 de 98 plazas

## Destinos
1. Bari (BRI)
2. Foggia (FOG)
3. Catania (CTA)
4. Lamezia Terme (SUF)
5. Roma (FCO)
6. Venecia (VCE)
7. Verona (VRN)
8. Tirana-Rinas (TIA)